# Long Beach E-Prix
Der Long Beach E-Prix ist ein Automobilrennen der FIA-Formel-E-Meisterschaft in Long Beach (Kalifornien), USA. Es wurde erstmals 2015 ausgetragen. Der Long Beach ePrix 2015 war das sechste Formel-E-Rennen.

## Geschichte
Der Long Beach E-Prix wird auf einer verkürzten Version des Long Beach Grand Prix Circuit ausgetragen. Nelson Piquet jr. gewann den ersten ePrix vor Jean-Éric Vergne und Lucas di Grassi.

## Ergebnisse
| Auflage | Jahr    | Strecke                       | Sieger                                          | Zweiter                                              | Dritter                                         | Pole-Position                              | Schnellste Runde                    |
| ------- | ------- | ----------------------------- | ----------------------------------------------- | ---------------------------------------------------- | ----------------------------------------------- | ------------------------------------------ | ----------------------------------- |
| 1       | 2014/15 | Long Beach Grand Prix Circuit | Nelson Piquet jr. (China Racing Formula E Team) | Jean-Éric Vergne (Andretti Autosport Formula E Team) | Lucas di Grassi (Audi Sport ABT Formula E Team) | Daniel Abt (Audi Sport ABT Formula E Team) | Nicolas Prost (Team e.dams Renault) |
| 2       | 2015/16 | Long Beach Grand Prix Circuit | Lucas di Grassi (ABT Schaeffler Audi Sport)     | Stéphane Sarrazin (Venturi Formula E Team)           | Daniel Abt (ABT Schaeffler Audi Sport)          | Sam Bird (DS Virgin Racing Formula E Team) | Sébastien Buemi (Renault e.dams)    |